# Paróquia de Jefferson
A Paróquia de Jefferson (em inglês:  Jefferson Parish) é uma das 64 paróquias do estado americano da Luisiana. A sede da paróquia é Gretna e sua maior cidade é Kenner.
A paróquia possui uma área de 1 723 km², dos quais 766 km² estão cobertos por terra e 958 km² por água, uma população de 432 552 habitantes, e uma densidade populacional de 564,9 hab/km² (segundo o censo nacional de 2010). É a segunda paróquia mais populosa da Luisiana.